# La Molina
La Molina är en vintersportort i Katalonien i Spanien, belägen i bergskedjan Pyrenéerna.
Den 28 februari 1943 invigdes här Spaniens första skidlift, och året därpå invigdes här Spaniens första skidskola.

### Fotnoter
1. ↑  ”El Xalet de La Molina - The Chalet at La Molina”. 8 december 2005. Arkiverad från originalet den 3 maj 2009. https://web.archive.org/web/20090503044304/http://www.nevasport.com/nevablogs/retro-ski/art/el-xalet-de-la-molina---the-chalet-at-la-molina/855/. Läst 22 mars 2009. (spanska)